# The Dark (film, 2005)
Pour les articles homonymes, voir The Dark.
Pour plus de détails, voir Fiche technique et Distribution.
The Dark est un film germano-américano-britannique réalisé par John Fawcett et sorti en 2005.

## Synopsis
Une femme, Adelle, part avec sa fille dans un coin isolé du Pays-De-Galles retrouver son ex-mari pour les vacances. 
Les retrouvailles ne seront pas celles escomptées pour la mère de famille, puisque leur fille, Sarah, se noie au bas des falaises. Le corps ne peut être retrouvé, mais d'autres signes laissent penser à Adelle que Sarah serait peut-être retenue dans une sorte de dimension parallèle nommée Annwn, lieu des Morts dans les religions locales.

## Fiche technique
- Titre : The Dark
- Réalisation : John Fawcett
- Scénario : Stephen Massicotte, d'après le roman Sheep de Simon Maginn
- Production : Paul W.S. Anderson, Jeremy Bolt (en) et Robert Kulzer
- Budget : 3 millions de livres
- Musique : Edmund Butt
- Photographie : Christian Sebaldt
- Montage : Chris Gill
- Pays d'origine : Royaume-Uni, États-Unis, Allemagne
- Format : Couleurs - 1,85:1 - Dolby Digital - 35 mm
- Genre : Fantastique et horreur
- Durée : 93 minutes
- Dates de sortie : Mai 2005 (Canada), 26 octobre 2005 (France)
- Film interdit aux moins de 12 ans lors de sa sortie en France

## Distribution
- Sean Bean (VF : Mathieu Moreau) : James
- Maria Bello (VF : Alexandra Corréa) : Adèle
- Richard Elfyn (VF : Robert Guilmard) : Rowan
- Maurice Roëves (VF : Martin Spinhayer) : Dafydd
- Abigail Stone (VF : Mélanie Dermont) : Ebrill
- Sophie Stuckey : Sarah